# Отрута (фільм, 1991)
«Отрута» (англ. Poison) — американський фільм-драма 1991 року, повнометражний режисерський дебют Тодда Гейнса. Три історії про аутсайдерів, секс і насильство, одна з яких (про тюремний роман) натхненна прозою Жана Жене. Фільм отримав премію «Тедді» Берлінського кінофестивалю, Гран-прі журі на фестивалі Санденс . Дебютну роботу Гейнса критика зараховує до найяскравіших і самобутніх проявів New Queer Cinema.

## Сюжет
Сюжет фільму складається з трьох історій, дії яких відбуваються у 1980-х, 1950-х і 1940-х роках:
- «Герой» (Hero) — історія семирічного хлопчика Річі, який застрелив власного батька і полетів геть. Епізод знято як псевдодокументальний фільм-розслідування з серією інтерв'ю з «фігурантами» справи, що знають Річі (рідними, однокласниками, шкільними вчителями).
- «Жах» (Horror) — історія дослідника людської сексуальності, що став жертвою власного експерименту, перетворившись на виродка-вбивцю. Епізод знято в манері малобюджетного науково-фантастичного кіно 1950-х років.
- «Гомо» (Homo) — історія злодія-гомосексуала, що потрапив до в'язниці, і про його одержимість іншим ув'язненим, знайомим йому ще по інтернату для малолітніх злочинців. Епізод створено за мотивами прози Жана Жене і витримано у двох колірних гамах: приглушені темні тюремні епізоди поєднуються з яскравими сонячними флешбеками про життя в інтернаті.

## У ролях
| Едіт Мікс      | ···· | Фелісія Бікон |
| Ларрі Максвелл | ···· | доктор Грейвз |
| Сьюзен Норман  | ···· | Ненсі Олсен   |
| Скотт Рендерер | ···· | Джон Брум     |
| Джеймс Лайонс  | ···· | Джек Болтон   |

## Художні особливості
Дебютний фільм Тодда Гейнса «Отрута» складається з трьох сюжетно не пов'язаних між собою новел, об'єднаних загальною темою знедоленості. При цьому стрічку побудовано так, що усі три історії викладаються паралельно: окремі фрагменти кожної історії чергуються. Усі новели разюче відрізняються за стилістикою. Перша є псевдодокументальним телефільмом, друга пародіює малобюджетну післявоєнну кінофантастику, третя посилає до кінодосліджень Жана Жене. У кожному епізоді так чи інакше присутні гомосексуальні мотиви. Найрадикальніше вони проявлені в новелі «Гомо», в основі якої лежать романи Жене (в першу чергу «Щоденник злодія»). Хоча прямі оповідні зв'язки між сегментами відсутні, на їхню внутрішню спорідненість натякає ретельно продуманий монтаж.
У історичній перспективі «Отрута» сприймається як рефлексія відносно епідемії СНІДу, яка поглинула американську гей-спільноту наприкінці 1980-х, а також неоднозначної реакції на неї рейганівської Америки. Серед жертв цієї епідемії був і бойфренд режисера, Джеймс Лайонс, що виконав у фільмі одну з головних ролей і брав участь у його монтажі. Рецензуючи фільм у 1991 році, Дж. Гоберман назвав «Отруту» «можливо, найжорсткішим, тривожиним і найменш компромісним», кіновисловлюванням про епідемію.

## Прокат
Короткі сцени одностатевого сексу, присутні в «Гомо», прирекли фільм на найжорсткіший прокатний рейтинг NC-17. Праві кола американського істеблішменту були обурені, що державний грант (всього $25 тис.) було витрачено на фінансування подібної «непристойності». Дехто іронічно називав режисера «Фелліні феляції». Проте, фестивальна доля стрічки Тодда Гейнса склалася вдало: режисер було удостоєно Гран-прі журі кінофестивалю «Санденс» і премії «Тедді» на Берлінаре.

## Визнання
| Нагороди та номінації фільму «Отрута» | Нагороди та номінації фільму «Отрута»            | Нагороди та номінації фільму «Отрута»    | Нагороди та номінації фільму «Отрута»          | Нагороди та номінації фільму «Отрута» | Нагороди та номінації фільму «Отрута» |
| Рік                                   | Кінофестиваль/кінопремія                         | Категорія/нагорода                       | Номінант                                       | Результат                             |                                       |
| ------------------------------------- | ------------------------------------------------ | ---------------------------------------- | ---------------------------------------------- | ------------------------------------- | ------------------------------------- |
| 1991                                  | Берлінський міжнародний кінофестиваль            | Премія Тедді за найкращий художній фільм | Отрута                                         | Перемога                              |                                       |
| 1991                                  | Міжнародний кінофестиваль у Локарно              | Золотий леопард                          | Отрута                                         | Номінація                             |                                       |
| 1991                                  | Кінофестиваль «Санденс»                          | Гран-прі журі                            | Отрута                                         | Перемога                              |                                       |
| 1991                                  | Каталонський міжнародний кінофестиваль у Сіджасі | Спеціальний приз журі                    | Тодд Гейнс                                     | Перемога                              |                                       |
| 1992                                  | Каталонський міжнародний кінофестиваль у Сіджасі | Найкращий фільм                          | Отрута                                         | Номінація                             |                                       |
| 1992                                  | Премія «Незалежний дух»                          | Найкращий художній фільм                 | Тодд Гейнс (режисер), Крістін Вакон (продюсер) | Номінація                             |                                       |
| 1992                                  | Премія «Незалежний дух»                          | Найкращий режисер                        | Тодд Гейнс                                     | Номінація                             |                                       |
| 1992                                  | Кінофестиваль Фанташпорту                        | Найкращий фільм                          | Отрута                                         | Номінація                             |                                       |
| 1992                                  | Кінофестиваль Фанташпорту                        | Приз критиків                            | Отрута                                         | Перемога                              |                                       |